# Acacia helmsiana
Acacia helmsiana är en ärtväxtart som beskrevs av Joseph Henry Maiden. Acacia helmsiana ingår i släktet akacior, och familjen ärtväxter. Inga underarter finns listade i Catalogue of Life.